# Wahlen 1868
◄◄ | ◄ | 1864 | 1865 | 1866 | 1867 | Wahlen 1868 | 1869 | 1870 | 1871 | 1872 | ► | ►►

Weitere Ereignisse
Die Liste der Wahlen 1868 umfasst Parlamentswahlen, Präsidentschaftswahlen, Referenden und sonstige Abstimmungen auf nationaler und subnationaler Ebene, die im Jahr 1868 weltweit abgehalten wurden.
Das damalige Wahlrecht entsprach typischerweise nicht den Wahlrechtsgrundsätzen der direkten, geheimen und gleichen Wahl. Zeittypisch waren oft nur kleine Teile der Bevölkerung wahlberechtigt, ein Frauenwahlrecht war nicht gegeben.

## Termine
| Land                                  | Datum            | Link zur Wahl 1868                                  | Link zur letzten Wahl | Bemerkung |
| ------------------------------------- | ---------------- | --------------------------------------------------- | --------------------- | --------- |
| Bayern, Württemberg, Baden und Hessen | Februar und März | Zollparlamentswahl                                  |                       |           |
| Vereinigte Staaten                    | ab dem 1. Juni   | Wahl zum Repräsentantenhaus der Vereinigten Staaten | 1866                  |           |
| Vereinigte Staaten                    | 3. November      | Präsidentschaftswahl in den Vereinigten Staaten     | 1864                  |           |